# Ратниця
Ра́тниця (рос. Ратница) — село в Кіровському районі Ленінградської області, Росія.